# Henry Roberts

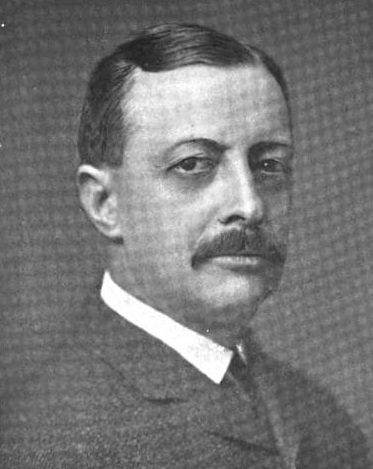
Henry Roberts.

Henry Roberts, född 22 juni 1853, död 1 maj 1929, var en amerikansk politiker och guvernör i Connecticut.

## Tidigt liv
Roberts föddes i Brooklyn, New York, 1853. Han studerade vid Yale University och tog examen 1878. Sedan studerade han i ett år vid Columbia University och 1879 tog han en juristexamen från Yale Law School. Efter fullgjord utbildning praktiserade han juridik i flera år. Han var också verkställande direktör för Hartford Woven Wire Mattress Company, hans fars tillverkningsindustri, från 1886 till 1907. Han var dessutom involverad i flera affärsverksamheter.

## Politisk karriär
Roberts var medlem av Republikanerna och blev fullmäktigeledamot (alderman) i Hartford, Connecticut, 1897. Han blev ledamot av Connecticuts representationshus 1899, ett uppdrag som han hade till 1901. Han var också ledamot av Connecticuts senat från 1901 till 1902. Han blev viceguvernör i Connecticut 1903 med sin partikamrat Abiram Chamberlain som guvernör. Den posten innehade han i en mandatperiod, till januari 1905.

## Guvernör
Roberts efterträdde Chamberlain som guvernör den 4 januari 1905. Under hans mandatperiod genomfördes flera lagändringar. Bagerier förbjöds att verka på lägre våningar än bottenvåningen och en lag antogs som systematiserade framförandet av automobiler. Roberts satt kvar som guvernör i en mandatperiod, han efterträddes den 9 januari 1907 av sin partikamrat Rollin S. Woodruff, som hade varit viceguvernör under hans tid som guvernör.

## Senare år
Sedan han slutat som guvernör, återvände Roberts till sina många affärsverksamheter. Han var chef för Hartford Water Board. Han var också trustee för Slater Industrial School i North Carolina.
Han avled den 1 maj 1929, vid en ålder av 75 år, och begravdes på Cedar Hill Cemetery i Hartford, Connecticut.